# Chura (Esmeraldas)
Chura ist eine Ortschaft und eine Parroquia rural („ländliches Kirchspiel“) im Kanton Quinindé der ecuadorianischen Provinz Esmeraldas. Die Parroquia besitzt eine Fläche von 221 km². Die Einwohnerzahl lag im Jahr 2010 bei 4733. Die Parroquia wurde am 27. August 1955 gegründet.

## Lage
Die Parroquia Chura liegt im Tiefland von Nordwest-Ecuador. Die Ortschaft Chura liegt auf einer Höhe von 40 m am Westufer des nach Norden strömenden Río Esmeraldas, 28 km nördlich von Rosa Zárate (Quinindé) sowie 10 km südöstlich der Kleinstadt Viche. Die Parroquia liegt unterhalb des Zusammenflusses von Río Blanco und Río Guayllabamba überwiegend am Westufer des Río Esmeraldas.
Die Parroquia Chura grenzt im Nordwesten an die Parroquia Viche, im Nordosten an die Parroquia Majua (Kanton Esmeraldas), im Osten an die Parroquia Malimpia, im Süden an die Parroquia Rosa Zárate sowie im Westen an die Parroquia Cube.